# Bundesamt für Berufsbildung und Technologie
Das Bundesamt für Berufsbildung und Technologie BBT (französisch Office fédéral de la formation professionnelle et de la technologie OFFT, italienisch Ufficio federale della formazione professionale e della tecnologia UFFT) war eine Bundesbehörde der Schweizerischen Eidgenossenschaft. Es war das Kompetenzzentrum des Bundes für Fragen der Berufsbildung, der Fachhochschulen und der Innovation. Das BBT war Teil des Eidgenössischen Volkswirtschaftsdepartements EVD.
Am 20. Dezember 2012 wurde das BBT mit dem Staatssekretariat für Bildung und Forschung zum neuen Staatssekretariat für Bildung, Forschung und Innovation (SBFI) zusammengelegt. Die letzte Direktorin des BBT war von 2005 bis 2012 Ursula Renold.
Das BBT war u. a. zuständig für die Umsetzung des Berufsbildungsgesetzes und des Fachhochschulgesetzes. Zusammen mit den Kantonen und den Organisationen der Arbeitswelt setzte sich das BBT für hohe Qualität in der Berufsbildung ein. Weiter koordinierte das BBT die Fachhochschulen und schaffte Grundlagen für die Innovationspolitik.

## Personalbestand 2001 bis 2012
| Jahr | Vollzeitstellen |
| ---- | --------------- |
| 2001 | 123             |
| 2002 | 131             |
| 2003 | 139             |
| 2004 | 143             |
| 2005 | 130             |
| 2006 | 126             |
| 2007 | 129             |
| 2008 | 134             |
| 2009 | 147             |
| 2010 | 125             |
| 2011 | 133             |
| 2012 | 140             |